# Ranunculus pacificus
Ranunculus pacificus är en ranunkelväxtart som först beskrevs av Hulten, och fick sitt nu gällande namn av L. Benson. Ranunculus pacificus ingår i släktet ranunkler, och familjen ranunkelväxter. Inga underarter finns listade i Catalogue of Life.